# Goila, Bihor
Goila este un sat în comuna Căbești din județul Bihor, Crișana, România.